# Orodreth
Orodreth je fiktivní postava z knihy J. R. R. Tolkiena Silmarillion. V Quenijštině se jmenoval Artaresto. Po svém bratru Finrodovi převzal vládu nad Minas Tirith a později se stal také králem Nargothrondu. Padnul v roce 495 Prvního věku v bitvě na Tumhaladu. 

## Původ
Orodreth pocházel z elfího rodu Noldor z Finarfinova domu. Jeho bratr Angrod vládl na Dorthonionské vysočině. 

### Verze v Silmarillionu
V Silmarillionu byl Orodreth synem Finarfina, vnukem Finwëho, takže v této verzi nebyl synem Angroda, nýbrž jeho bratrem. V knize The Peoples of Middle-earth Christopher Tolkien prohlásil, že se jednalo o omyl. Později se však navrátil k původní verzi a Orodreth zůstává Angrodovým bratrem.

## Pánem Minas Tirith
Strážní věž Minas Tirith nechal v Sirionském průsmyku na ostrově Tol Sirion postavit Orodrethův bratr Finrod. Mezi lety 50 až 100 Prvního věku staví Finrod s pomocí trpaslíků ukryté sídlo Nargothrond, kam odvádí velké množství svého lidu a Minas Tirith předává právě Orodrethovi. Dva roky po Dagor Bragollachu, to je v roce 457, je Minas Tirith napadena Morgothovými sluhy. Vojsko Temného pána vedl jeho nejstrašlivější sluha Sauron. Na obránce věže padnul při jeho útoku oblak strachu a většina elfů tehdy uprchla. Sauron se Minas Tirith zmocnil a ostrov byl přejmenován na Tol-in-Gaurhoth (Ostrov vlkodlaků). Orodreth prchnul na jih do skrytého Nargothrondu. 

## Králem Nargothrondu
Ve skrytém městě našel Orodreth stejně jako mnoho dalších elfů z celého Beleriandu bezpečné útočiště. U krále Finroda přebývali mimo jiné také Fëanorovi synové Celegorm a Curufin. Poté, co do Nargothrondu přichází Barahirův syn Beren, odvrací se na popud Fëanorových synů od krále většina jeho lidu. Finrod Felagund přenechává korunu Orodrethovi a pouze s několika druhy a Berenem odjíždí na sever splnit svou přísahu. Jakmile přijde zpráva o jeho smrti v Sauronově kobce, lid Nargothrondu vyhání Celegorma s Curufinem a Orodreth je korunován králem. Do bitvy Nirnaeth Arnoediad jela z Nargothrondu kvůli činům Fëanorových synů pouze malá družina knížete Gwindora. Orodreth choval ve velké přízni Húrinova syna Túrina. Dal na jeho rady, upustil od skrývání a otevřeně vyšel do války proti Morgothovi. Temný pán, který do té doby po Nargothrondu marně pátral z toho měl velkou radost a vyslal proti městu velkou armádu vedenou drakem Glaurungem. Orodreth byl varován Círdanovými posly, kteří přinesli do Nargothrondu zprávu, kterou dostal jejich pán od samotného Ulma. Podle poslů mělo městu hrozit velké nebezpečí. Orodreth byl jejich slovy znepokojen, Túrin však na jejich rady nedbal a odmítal strhnout most vedoucí k Felagundově bráně. Na podzim roku 495 je Nargothrondská říše napadena velikým vojskem v čele s Glaurungem. Celá armáda Nargothrondu v čele s Orodrethem a Túrinem se drakovi postaví, ale je drtivě poražena v bitvě na Tumhaladu. Král Orodreth padnul v první bojové linii. Nargothrond byl poté vypleněn a říše zanikla.